# Vaychis
Vaychis település Franciaországban, Ariège megyében. Lakosainak száma 35 fő (2022. január 1.). Vaychis Caussou, Ignaux, Savignac-les-Ormeaux és Tignac községekkel határos.

## Népesség
A település népessége az elmúlt években az alábbi módon változott:
| Lakosok száma | 59   | 37   | 26   | 29   | 27   | 23   | 22   | 29   | 32   | 35   |
|               | 1968 | 1982 | 1990 | 2006 | 2013 | 2015 | 2017 | 2019 | 2020 | 2022 |